# TCDD 56 301–388
Die Baureihe 56301 der Türkischen Staatsbahn (TCDD) ist eine Baureihe von Dampflokomotiven der Achsfolge 1’E (Decapod), die als „Skyliner“ bekannt sind. Sie wurden von den Vulcan Iron Works in Wilkes-Barre, Pennsylvania gebaut. Die 88 Lokomotiven dieser Baureihe erhielten die Nummern 56301–56388. Die erste Lok wurde 1947 geliefert.
Sie waren die ersten in den Vereinigten Staaten gebauten Lokomotiven, die die TCDD bestellte, sie besaß bereits ehemalige USATC-Klasse S 200-(TCDD-Baureihe 46201)- und USATC-Klasse S 160-(TCDD-Baureihe 45171)-Lokomotiven. Die Lokomotiven dieser Baureihe besaßen die größten Kessel und Feuerbüchsen aller türkischen Lokomotiven und waren die einzigen, die über Stoker verfügten.
Sie waren mit einem führenden Bisselgestell sowie nach amerikanischen Gepflogenheiten mit einem aus einem Stück gegossenen Rahmen mit Zylindern (Monoblockrahmen) ausgestattet. Hauptsächlich bedienten sie die Montanbahn Irmak – Zonguldak. Dort schleppten sie bis 1984/85 schwere Kohle- und Erzzüge, ehe sie in den Rangierdienst wechselten.
Drei Lokomotiven blieben erhalten: 56375 im TCDD-Freilicht-Dampflokomotivmuseum in Ankara, 56337 im Eisenbahnmuseum Çamlık und 56359 betriebsfähig in Cankiri. Die 56369 und die 56376 bestehen teilweise erhalten ebenfalls noch in Cankiri und werden als Ersatzteilspender für die 56359 verwendet.

## Fahrzeugserien
| TCDD-Nummern | Fabriknummern |
| ------------ | ------------- |
| 56301–56321  | 4790–4810     |
| 56322–56325  | 4831–4834     |
| 56326–56362  | 4841–4877     |
| 56363–56382  | 4811–4830     |
| 56383–56388  | 4835–4840     |